# IC 2407
IC 2407 ist eine  Spiralgalaxie vom Hubble-Typ Sbc im Sternbild Krebs auf der Ekliptik. Sie ist schätzungsweise 272 Millionen Lichtjahre von der Milchstraße entfernt und hat einen Durchmesser von etwa 95.000 Lj.

Im selben Himmelsareal befinden sich u. a. die Galaxien IC 2392, IC 2398, IC 2406, IC 2418.
Das Objekt wurde am 13. Januar 1901 von Max Wolf entdeckt.